# ARBC ASSOCIAÇÃO DE RAÇAS RARAS DE GATOS

## Associação
A Associação de Raças Brasileiras de Gatos (ARBC) é uma entidade felina dedicada ao reconhecimento, preservação e divulgação de raças raras de gatos. Foi fundada com o objetivo de valorizar a diversidade genética, promover o bem-estar felino e incentivar pesquisas voltadas para novas mutações e cores felinas no Brasil.

## História
A ARBC surgiu como um movimento independente de criadores e pesquisadores que buscavam dar maior representatividade às raças e mutações felinas ainda pouco conhecidas no cenário internacional.  Desde sua fundação, a associação atua na elaboração de padrões oficiais, promovendo debates técnicos e científicos e incentivando registros e estudos sobre novas variedades.

## Objetivos
Entre seus principais objetivos estão:
- Reconhecimento e registro de novas cores e mutações felinas;
- Preservação de raças raras;
- Apoio a criadores na padronização genética e fenotípica;
- Divulgação de informações técnicas para o público criador e científico;
- Promoção de eventos, cursos e parcerias na área de genética felina.

## Reconhecimento de novas cores
A ARBC possui um regulamento oficial para submissão e reconhecimento de novas cores e mutações, que passa por avaliação técnica e análise genealógica.  Esse processo tem garantido espaço para mutações como o DBE-ROSE, cor recentemente descrita e em fase de padronização oficial.

## Atividades
A associação mantém um calendário de atividades voltadas para criadores e pesquisadores, incluindo:
- Workshops sobre genética felina;
- Publicação de artigos e materiais educativos;
- Apoio a pesquisas e estudos de campo;
- Divulgação científica em parceria com laboratórios de genética.

## Ver também
- Genética felina
- Lista de raças de gatos

## Ligações externas
- Site oficial da ARBC

Categoria:Associações de felinos Categoria:Organizações do Brasil Categoria:Genética felina
1. ↑  ARBC - Site Oficial
2. ↑  ARBC - História
3. ↑  ARBC - Novas Cores e Raças
4. ↑  ARBC - Missão
5. ↑  ARBC - Regulamento Oficial
6. ↑  ARBC - Reconhecimento de DBE-ROSE
7. ↑  ARBC - Atividades
8. ↑  (de) « Home », sur ARBC (consulté le 20 août 2025)